# Love and Money (film 1910)
Love and Money è un cortometraggio muto del 1910 diretto da Fred J. Balshofer. Il regista diresse anche la fotografia del film che fu interpretato da Red Wing.

## Produzione
Il film fu prodotto dalla Bison Motion Pictures e dalla New York Motion Picture.

## Distribuzione
Distribuito dalla New York Motion Picture, il film - un cortometraggio in una bobina - uscì nelle sale cinematografiche statunitensi il 6 maggio 1910.